# 都柏林 (新罕布什爾州)
都柏林（英語：Dublin）是一個位於美國新罕布什爾州切希爾縣的鎮。

## 人口
根據2020年美國人口普查的數據，都柏林的面積為75.10平方千米，當中陸地面積為72.20平方千米，而水域面積為2.80平方千米。當地共有人口1532人，而人口密度為每平方千米20人。